# Hefestión (Atenas)

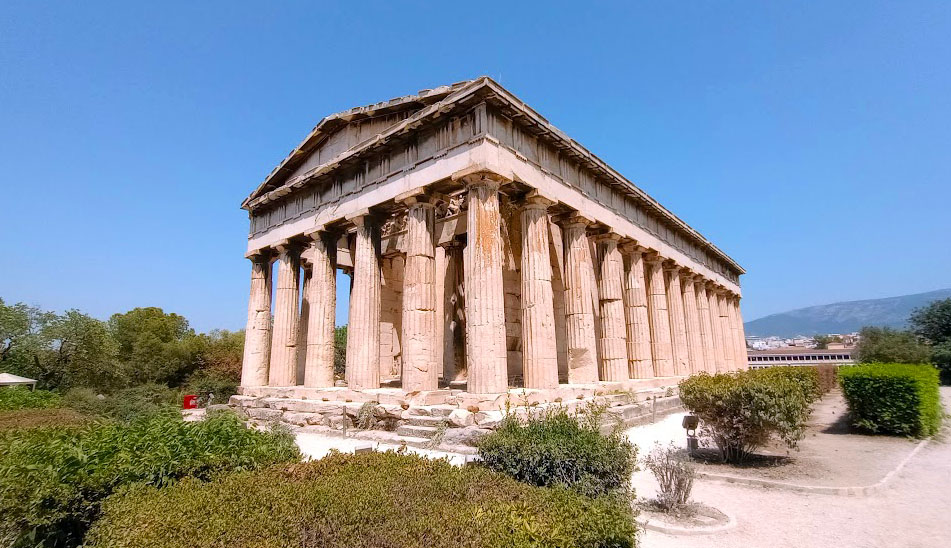
Vista del Hefestión.

El Hefestión (en griego Ηφαιστείον) o  templo de Hefesto y de Atenea Ergane o  Teseion (en griego, Θησείον) es un templo griego, situado en el noroeste del ágora de Atenas, en la cima de la colina llamada Colonos Agoreo. Desde el siglo VII hasta 1834, fue una iglesia cristiana.
No se ha hallado ningún resto de un edificio anterior y no se trata, por tanto, de una reconstrucción de uno posterior a las destrucciones persas ocasionadas en Atenas durante las guerras médicas.
Es un templo dórico, períptero y hexástilo, que da testimonio de una particular riqueza de ornamentos esculpidos. Conserva la techumbre a dos aguas, con un frontón que ya no contiene  ornamento.

## Denominación

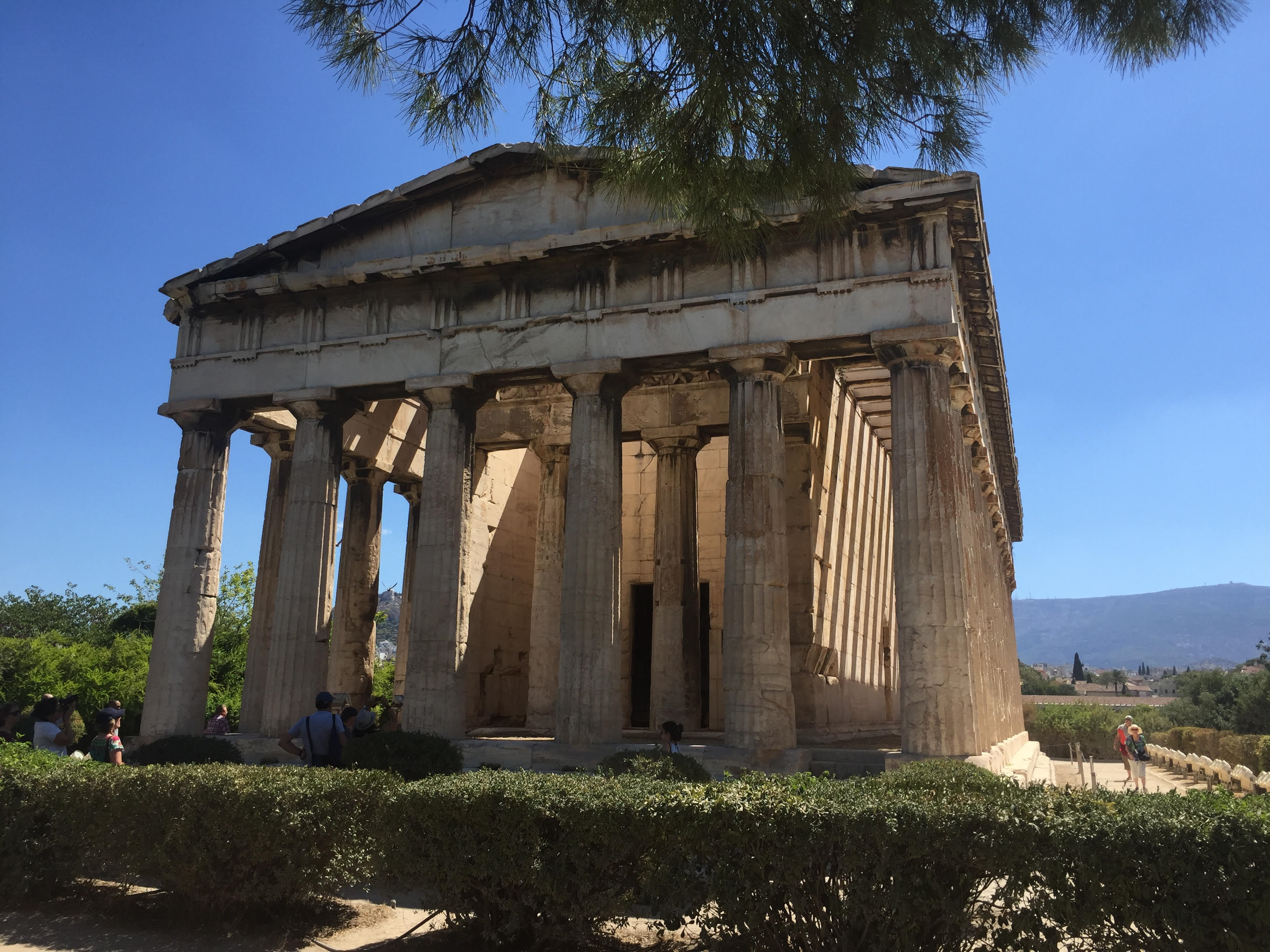
Templo de Hefesto

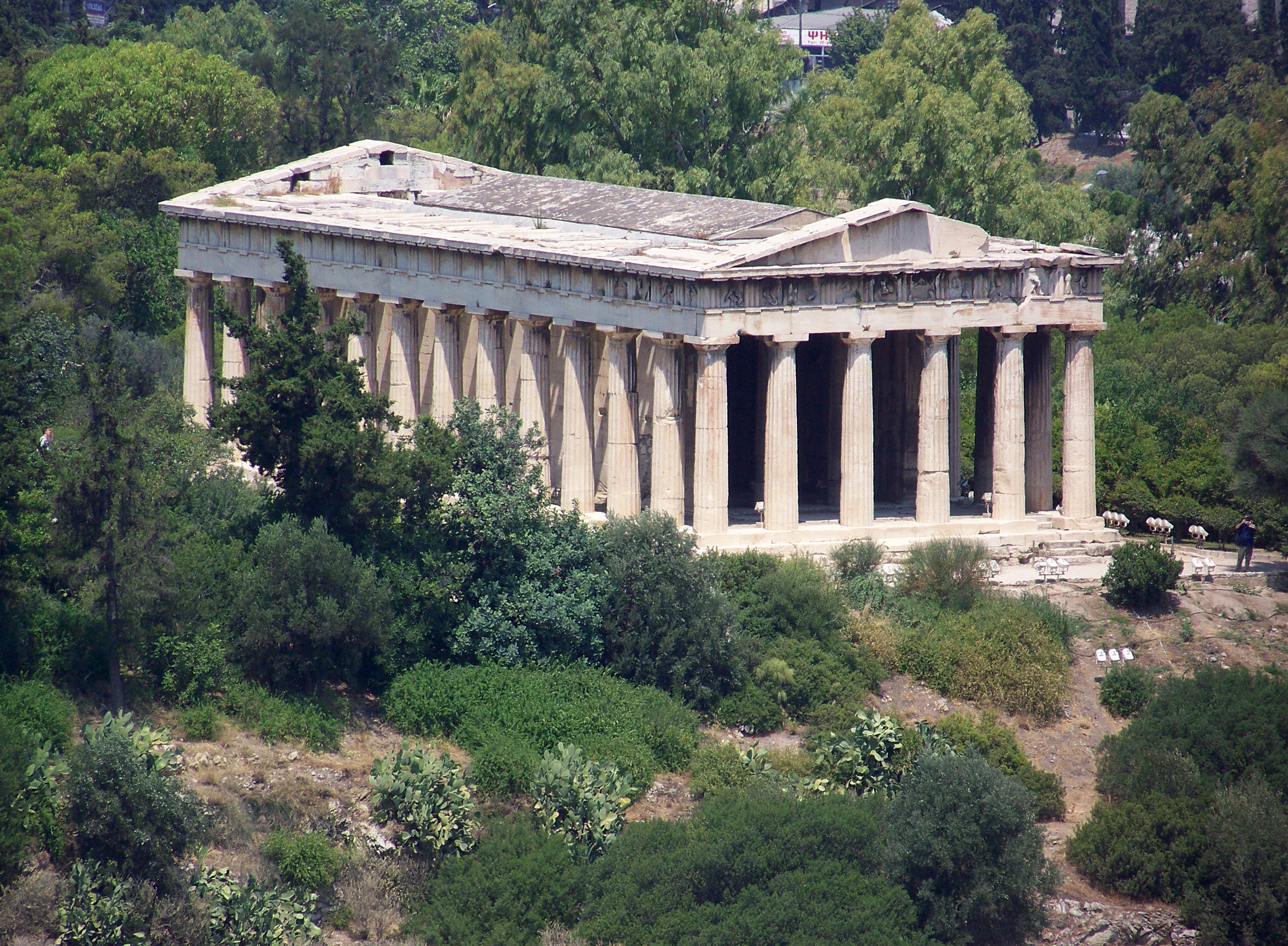
El Hefestión visto desde el este.

En general, el edificio es identificado como el Hefestión, donde se rendía culto a Hefesto y a Atenea.
Hefesto era el dios de la metalurgia. Atenea Ergane era la diosa de la cerámica griega y de la artesanía. Había muchos talleres y tiendas de ceramistas y de trabajo de metales en las proximidades del templo, lo que justifica su dedicación a estas divinidades.
Esta identificación se funda en dos testimonios: el de Pausanias y el de Harpocración.
Es a veces llamado el Teseion (en griego: Θησείο, Theseio), debido a una creencia corriente en la época bizantina de que los huesos del legendario héroe griego Teseo fueron enterrados allí. A decir verdad, los presuntos huesos de Teseo fueron enterrados en el siglo V a. C. en otro sitio cercano de la Acrópolis, traídos de la isla de Esciro por Cimón en el año 475 a. C.

## Historia

### Construcción

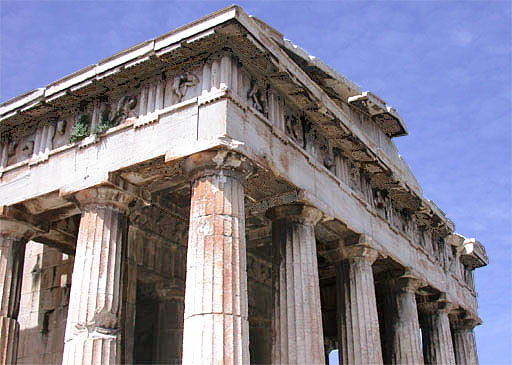
Hefestión (detalle) - Ágora de Atenas.

Las excavaciones arqueológicas hacen pensar que no hubo un edificio precedente situado en la cima de la colina Agoraios Kolonos, aparte de un pequeño santuario, que fue incendiado cuando los persas ocuparon Atenas en 480 a. C.
Después de la Batalla de Platea, los griegos juraron no reconstruir jamás los santuarios destruidos por los persas durante la invasión de Grecia (véase segunda guerra médica), y dejarlos en ruinas como recuerdo perpetuo de la ferocidad bárbara. Los atenienses concentraron sus esfuerzos en la reconstrucción de su economía y el reforzamiento de su influencia en la Liga de Delos. Cuando Pericles llegó al poder, concibió un vasto proyecto para hacer de Atenas un gran centro de poder y de cultura griegos. El templo de Hefesto otorgaba al Ágora la prueba de la tradicional riqueza ateniense, como lo testimonian la utilización del orden dórico, y el conjunto de metopas y figuras esculpidas. 
La construcción del templo comenzó en 449 a. C., pero no fue acabado hasta el año 415 a. C., probablemente porque el acento había sido puesto en la construcción de los monumentos de la Acrópolis. El friso occidental fue terminado entre 445 y 440 a. C., mientras que el oriental, el frontón oeste y varias modificaciones del interior del templo son datables de 435 a 430 a. C.. Hasta la época de la Paz de Nicias, de 421 a 415 a. C., no fue puesta la techumbre y erigidas las estatuas de culto. Fue inaugurado oficialmente en 416/415 a. C..
En el siglo III a. C., fueron plantados árboles y arbustos alrededor del templo (granados, mirtos y laureles), creándose un pequeño jardín.

### Iglesia cristiana

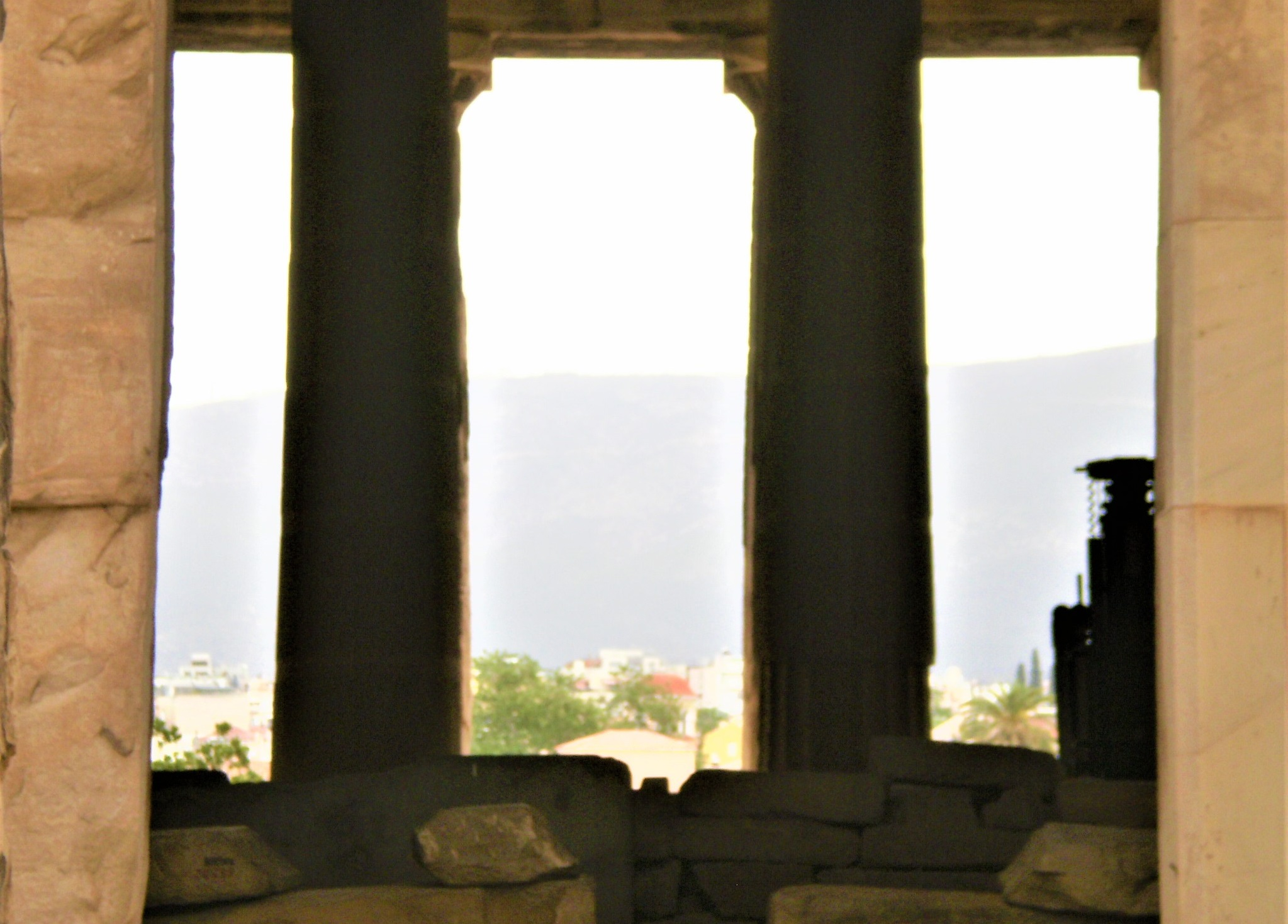
Interior del Templo de Hefesto (Ágora de Atenas).

Se trata de uno de los templos de Grecia mejor conservados, debido en parte al hecho de que Atenas no se encuentra en una zona de terremotos frecuentes, al contrario que el Peloponeso y, por otra parte, por el hecho de que el templo fue transformado en iglesia cristiana  (probablemente en el siglo VII), dedicada a San Jorge Akamas. Esto lo preservó de servir de cantera para construcciones ulteriores.
En el siglo XIX, la iglesia fue empleada como lugar de sepultura para los europeos no ortodoxos. Entre los personajes enterrados en este lugar figuran numerosos filohelenos, que dieron su vida por la causa de la independencia griega (1821-1830). Ahí se encuentra la tumba de  John Tweddel, amigo de Lord Elgin. Las excavaciones han revelado una losa de la tumba de George Watson, con un epitafio en latín de Lord Byron.
Los dos últimos servicios religiosos cristianos fueron un Te Deum el 13 de diciembre de 1834, para celebrar la llegada a Grecia del nuevo rey, Otón I, y la designación de Atenas como capital del nuevo estado griego, y un segundo servicio el 13 de diciembre de 1934 para celebrar el centésimo aniversario del precedente. Otón ordenó que el edificio fuera convertido en museo, estatus que mantuvo hasta 1934, fecha en la que retornó a su estado primitivo y fue objeto de una amplia campaña de investigaciones arqueológicas.

## Descripción

### Arquitectura

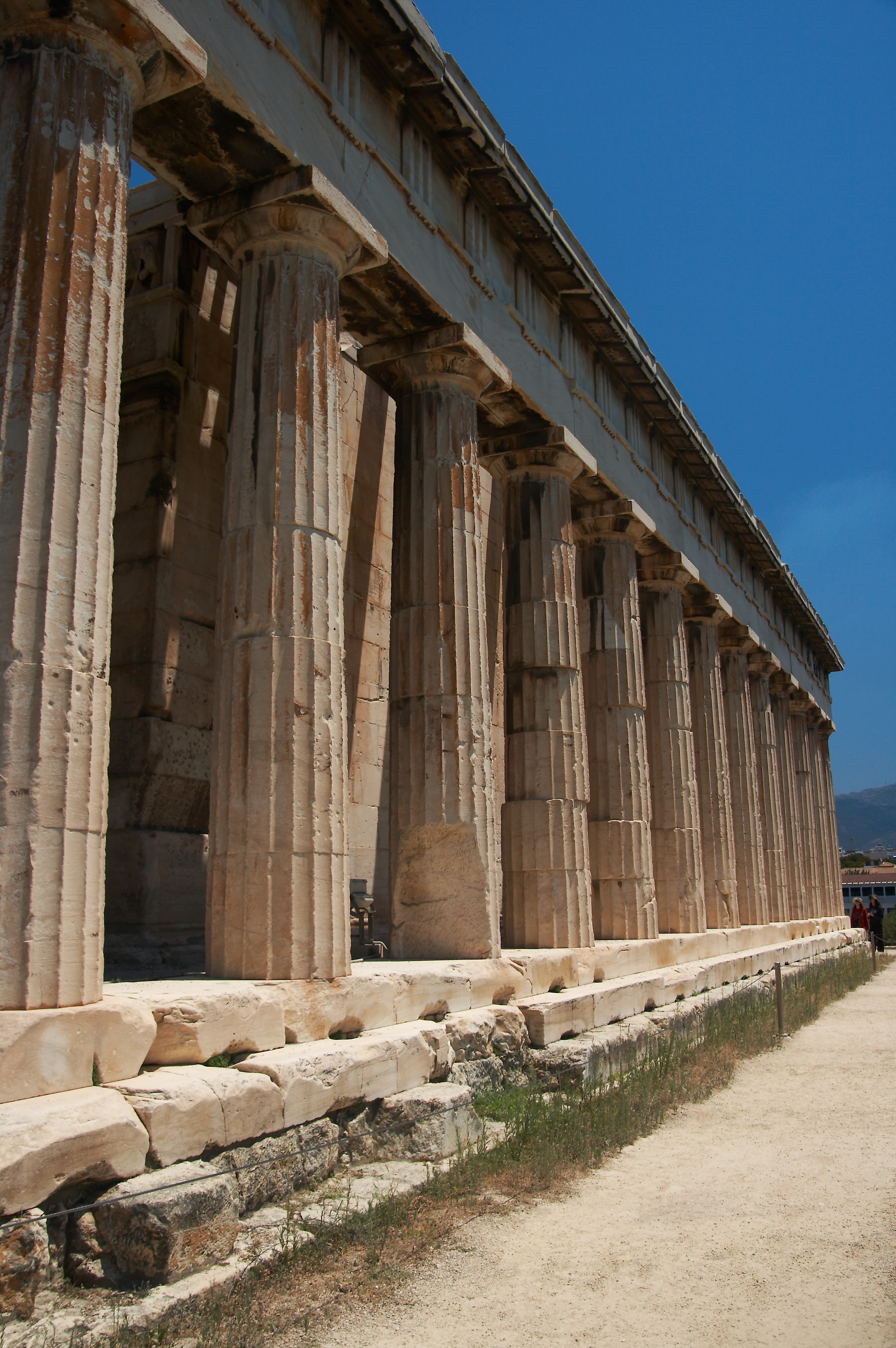
Aspecto del crepidoma y de la columnata, lado sur.

No se conoce el nombre del arquitecto, al que, sin embargo, se le atribuyen otros templos de similar estructura en el Ática.
Las dimensiones del templo son 13,708 m de norte a sur, y 31,776 m de este a oeste, con seis columnas en las fachadas este y oeste, y trece en las norte y sur.
El edificio consta de un pronaos, una cella (estancia principal de culto a las imágenes de las  divinidades) y un opistodomos.
El alineamiento de las antas del pronaos sobre la tercera columna lateral del peristilo constituye una característica única para un templo de mediados del siglo V a. C. Además, tiene una columnata dórica interior con cinco columnas en los lados norte y sur, y tres en las extremidades.
El material utilizado fue mármol pentélico, excepto el primer escalón del crepidoma, que es de caliza, y las esculturas decorativas, para las que se eligió mármol de Paros, de mayor calidad.

### Escultura arquitectónica

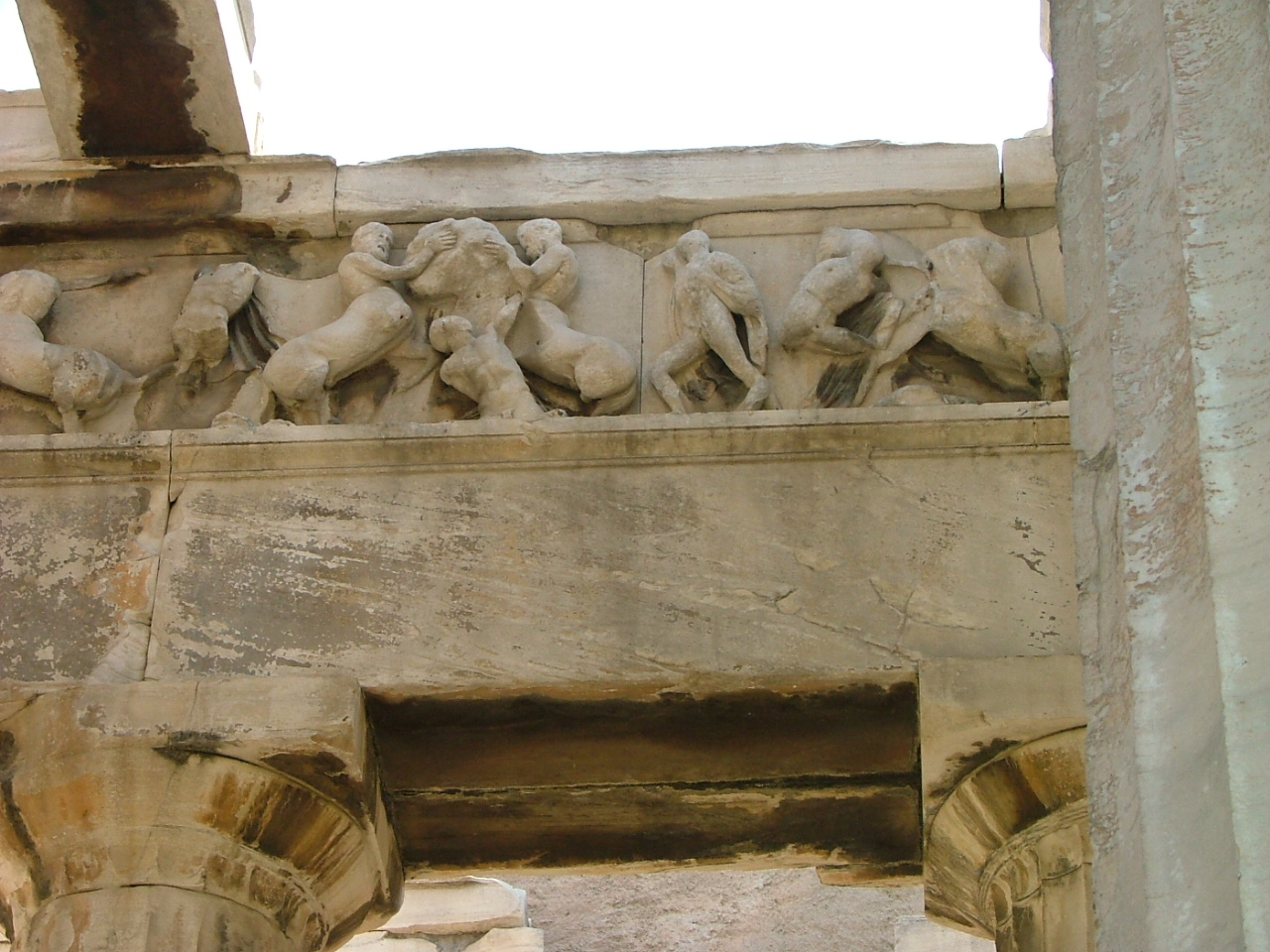
Friso jónico.

Las esculturas decorativas ponen de relieve el grado de mezcla de los dos estilos, dórico y jónico en la construcción del templo. El pronao y el opistodomos fueron construidos con frisos jónicos, en lugar de los más típicos triglifos dóricos, que generalmente complementan a las esculturas en los frontones y en las metopas (mezcla de órdenes seguramente inspirada en el Partenón): el friso oeste corto, entre las antas, por encima de la fachada del opistodomos; al este, el friso prosigue por encima de las galerías laterales hasta las columnatas exteriores. 
El friso este, el del pronao, muestra combates, interrumpido por dos grupos simétricos de tres deidades sentadas sobre rocas. El grupo se halla girado hacia la derecha, muy numeroso, delante. Hay dos interpretaciones posibles. Se podría tratar de una gigantomaquia (los gigantes son los únicos en principio en combatir con los «roqueños»), pero es un gigantomaquia extraña, puesto que los dioses son espectadores. La otra interpretación es el friso cortado por episodios sucesivos de Teseo luchando con las Palántidas en presencia de los dioses.
El friso oeste, el opistodomos, representa la batalla de los centauros y de los lápitas. No están presentes las mujeres lápitas ni los muebles que representan normalmente el banquete de boda de Pirítoo.
La reconstrucción de los temas es dificultosa dada la naturaleza fragmentaria de los restos supérstites: una antigua interpretación es la del nacimiento de Erictonio en el frontón este, y Heracles ante Tetis en el oeste. Teorías ulteriores sugieren que el frontón oeste fue consagrado de nuevo a la batalla entre los centauros y los lápitas, mientras que el frontón este representa la «deificación» de Héracles y la entrada del héroe en el monte Olimpo.

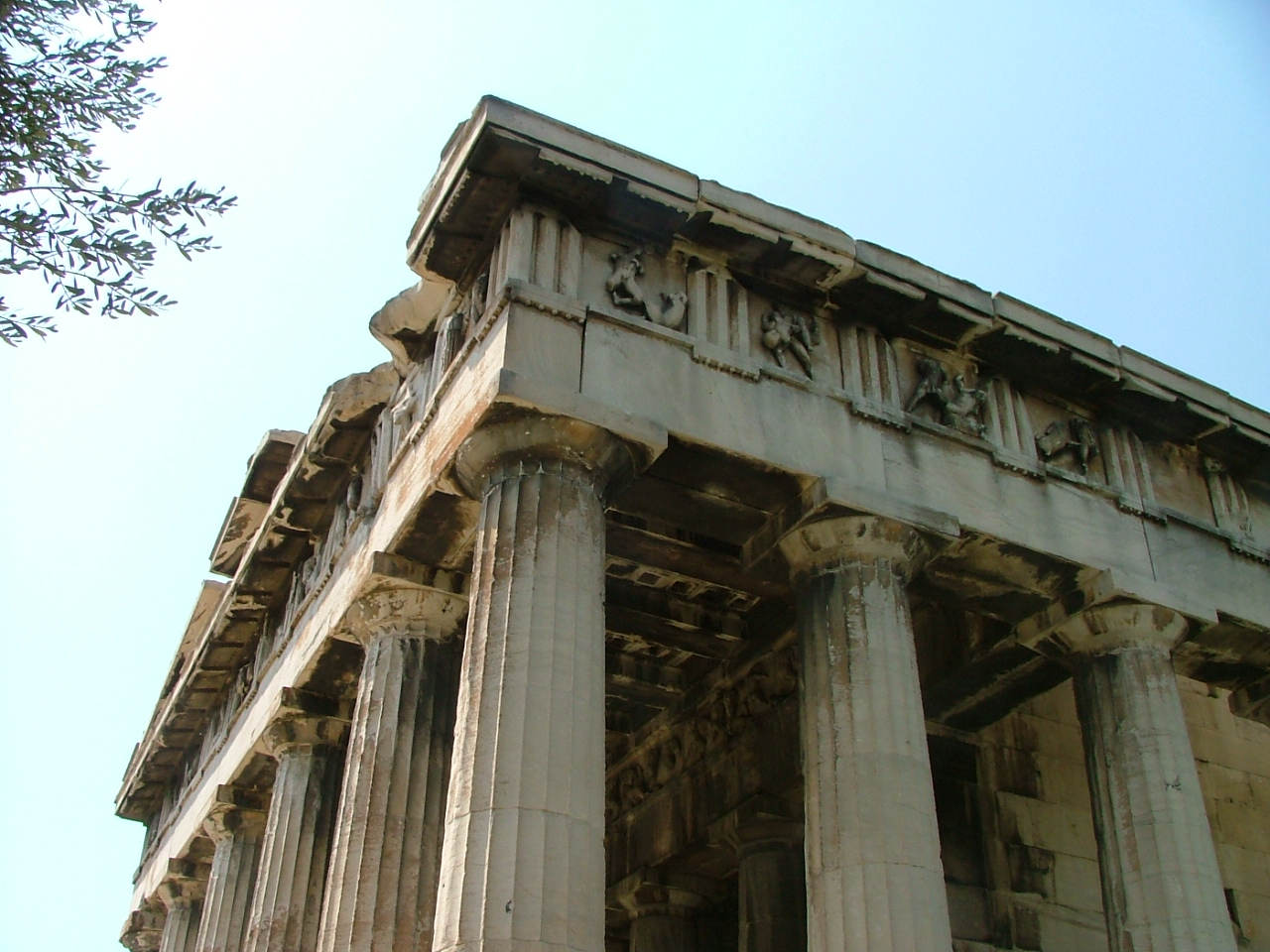
Metopas y triglifos.

Solo 18 de las 68 metopas fueron esculpidas, el resto estaban probablemente pintadas. Las diez del lado este representan los doce trabajos de Heracles; las cuatro metopas orientales de los lados norte y sur describen las hazañas de Teseo.
Según Pausanias, el templo albergaba las estatuas en bronce de Atenea y de Hefesto. Una inscripción contable menciona pagos, entre 421 y 415 a. C., por dos estatuas de bronce, pero no precisa el nombre del escultor. La tradición las atribuye a Alcámenes, pero no existen pruebas tangibles.